# ASTM International
ASTM International (wcześniej American Society for Testing and Materials, tłum. Amerykańskie Stowarzyszenie Badań i Materiałów) – międzynarodowa organizacja non-profit opracowującą normy, która jest jednym z największych na świecie tego typu stowarzyszeń niedochodowych. Założona została w 1898 roku.